# RFL Championship 1904-05
La Northern Rugby Football Union Championship de 1904-05 fue la décima temporada del torneo de rugby league más importante de Inglaterra.

## Formato
El torneo se disputó con un formato de todos contra todos, en la que cada equipo enfrentó en condición de local y de visitante a cada uno de sus rivales.
El elenco que al finalizar la temporada obtuviera mayor cantidad de puntos, se coronó como campeón del torneo, mientras que las dos últimas posiciones descienden a la División 2 de la próxima temporada.
Se otorgaron 2 puntos por cada victoria, 1 por el empate y 0 por la derrota.

## Desarrollo

### Tabla de posiciones
| Pos. | Equipo                   | Encuentros | Encuentros | Encuentros | Encuentros | Tantos | Tantos | Puntos |
| Pos. | Equipo                   | PJ         | PG         | PE         | PP         | F      | C      | Puntos |
| ---- | ------------------------ | ---------- | ---------- | ---------- | ---------- | ------ | ------ | ------ |
| 1    | Oldham RLFC              | 34         | 25         | 1          | 8          | 291    | 158    | 51     |
| 2    | Bradford Park Avenue AFC | 34         | 23         | 2          | 9          | 294    | 156    | 48     |
| 3    | Broughton Rangers        | 34         | 22         | 2          | 10         | 295    | 175    | 46     |
| 4    | Leeds                    | 34         | 20         | 4          | 10         | 232    | 150    | 44     |
| 5    | Warrington               | 34         | 20         | 2          | 12         | 220    | 150    | 42     |
| 6    | Salford                  | 34         | 19         | 2          | 13         | 276    | 204    | 40     |
| 7    | Wigan                    | 34         | 18         | 1          | 15         | 230    | 195    | 37     |
| 8    | Hull                     | 34         | 15         | 4          | 15         | 224    | 214    | 34     |
| 9    | Hunslet FC               | 34         | 16         | 1          | 17         | 240    | 216    | 33     |
| 10   | Halifax RLFC             | 34         | 15         | 2          | 17         | 204    | 155    | 32     |
| 11   | Leigh                    | 34         | 14         | 3          | 17         | 165    | 209    | 31     |
| 12   | Hull Kingston Rovers     | 34         | 15         | 0          | 19         | 200    | 220    | 30     |
| 13   | Swinton Lions            | 34         | 13         | 2          | 19         | 155    | 196    | 28     |
| 14   | Wakefield Trinity        | 34         | 13         | 2          | 19         | 154    | 211    | 28     |
| 15   | Batley Bulldogs          | 34         | 12         | 3          | 19         | 160    | 228    | 27     |
| 16   | Widnes Vikings           | 34         | 13         | 1          | 20         | 128    | 280    | 27     |
| 17   | St. Helens               | 34         | 9          | 1          | 24         | 168    | 351    | 19     |
| 18   | Runcorn RFC              | 34         | 7          | 1          | 26         | 133    | 301    | 15     |

|  | Campeón.                    |
|  | Descendido a la División 2. |

| Bandera de Inglaterra |
| Campeón Oldham RLFC   |
| Primer título         |